# Droga wojewódzka nr 315
Droga wojewódzka nr 315 (DW315) – droga wojewódzka klasy G o długości 46 km, łączącą Wolsztyn (DK32),  z (DK3), w Nowej Soli. Droga położona jest na terenie województwa wielkopolskiego (powiat wolsztyński oraz na terenie województwa lubuskiego (powiat nowosolski).

## Dopuszczalny nacisk na oś
Na całej długości drogi nr 315 dopuszczalny jest ruch pojazdów o nacisku pojedynczej osi do 8 ton.

## Historia numeracji
Na przestrzeni lat trasa posiadała różne oznaczenia:
| Numer | Kategoria         | Przebieg drogi                | Lata obowiązywania | Źródło | Uwagi              |
| ----- | ----------------- | ----------------------------- | ------------------ | --- | ------------------ |
| ?     | droga drugorzędna | Wolsztyn – Konotop – Nowa Sól | ? – 1985           | - Mapa samochodowa Polski 1:1 000 000, Warszawa: Państwowe Przedsiębiorstwo Wydawnictw Kartograficznych, 1962.      | nieznana numeracja |
| 315   | droga krajowa     | Wolsztyn – Konotop – Nowa Sól | 1986 – 1998        | - Uchwała nr 192 Rady Ministrów z dnia 2 grudnia 1985 r. w sprawie zaliczenia dróg do kategorii dróg krajowych.     |                    |
| 315   | droga wojewódzka  | Wolsztyn – Konotop – Nowa Sól | 1999 – nadal       | - Rozporządzenie Rady Ministrów z dnia 15 grudnia 1998 r. w sprawie ustalenia wykazu dróg krajowych i wojewódzkich. |                    |

## Miejscowości leżące przy trasie DW 315

### województwo wielkopolskie
- Wolsztyn (DK32)
- Niałek Wielki
- Krutla
- Obra
- Świętno (DW314)
- Sławocin (DW316)

### województwo lubuskie
- Kolsko
- Lipka
- Konotop (DW278)
- Lubięcin (DW318)
- Lipiny
- Przyborów (DW321)
- Nowa Sól (DK3)